# میفر، شهرستان کرن، کالیفرنیا
میفر (به انگلیسی: Mayfair) یک منطقهٔ مسکونی در ایالات متحده آمریکا است که در شهرستان کرن، کالیفرنیا واقع شده‌است. میفر ۱۳۳ متر بالاتر از سطح دریا واقع شده‌است.